# Ricardo Miguel da Silva Pereira
Ricardo Miguel da Silva Pereira (nascido a 4 de Janeiro de 1978, Sines, Portugal) jogador internacional de hóquei em patins. Conta com 115 Internacionalizações pela Seleção Portuguesa de Hóquei em Patins.

## Curriculo
- 1984 - Aos 6 anos começou a jogar no Clube Vasco da Gama A.C.(Sines).
- 1987/88 - 13º Classificado no Campeonato Distrital de Setúbal. (Vasco da Gama A.C.)
- 1988/89 - Vice-Campeão Distrital (Vasco da Gama A.C.).
- 1989/90 - Vice-Campeão Distrital (Vasco da Gama A.C.).
- 1990/91 - Campeão Distrital (Vasco da Gama A.C. – Sines);
- 1990/91 - Vice-Campeão Nacional (Taça Nacional de Infantis).
- 1991/92 - Vice-Campeão Distrital (Vasco da Gama A.C.).
- 1992/93 - Campeão Distrital (Vasco da Gama A.C.).
- 1992/93 - Vice-Campeão Nacional (Vasco da Gama A.C.).
- 1992/93 - Campeão Nacional de Inter-Regiões – Páscoa 93 (Castro Verde/Aljustrel).
- 1992/93 - Voto de Louvor da A.P. de Setúbal.
- 1993/94 - Campeão Distrital (Vasco da Gama A.C.).
- 1993/94 - Vice-Campeão Nacional (Vasco da Gama A.C.).
- 1993/94 - Campeão Nacional de Inter-Regiões – Natal 93(Torres Vedras).
- 1993/94 - Voto de Louvor da A.P. de Setúbal.
- 1993/94 - Vice-Campeão Nacional de Inter-Regiões – Páscoa 94(Sines).
- 1993/94 - Homenageado com a atribuição da Medalha de Mérito Desportivo (Bronze) pela Câmara Municipal de Sines.
- 1994/95 - Campeão Distrital (Vasco da Gama A.C.).
- 1994/95 - Vice-Campeão Nacional (Vasco da Gama A.C.).
- 1994/95 - 3º Classificado no Campeonato Europeu de Juvenis Montreaux 94 (Suíça).
- 1995/96 - Ingresso na Equipa Júnior do Sport Lisboa e Benfica.
- 1995/96 - Vice-Campeão Distrital de Lisboa.
- 1995/96 - 4º Classificado no Campeonato Nacional.
- 1996/97 - Equipa Júnior mas também da Equipa Sénior do Sport Lisboa e Benfica.
- 1996/97 - Vice-Campeão Distrital de Lisboa - Júnior.
- 1996/97 - Vice-Campeão Nacional – Júnior.
- 1996/97 - Campeão Nacional da 1ª Divisão – Sénior.
- 1996/97 - Vencedor da Supertaça - Sénior.
- 1997/98 - Campeão Distrital de Lisboa - Júnior.
- 1997/98 - Campeão Nacional - Júnior.
- 1997/98 - Campeão Nacional da 1ª Divisão - Senior.
- 1997/98 - Finalista da Taça de Portugal - Sénior.
- 1997/98 - Finalista da Supertaça - Sénior.
- 1997/98 - 3º Classificado no Campeonato Europeu de Juniores Vic 97 (Espanha).
- 1997/98 - Homenageado com o Troféu Serpa – Jogador Revelação do Campeonato Nacional da 1º Divisão.
- 1998/99 - 3º Classificado no Campeonato Nacional da 1ª Divisão.
- 1998/99 - Campeão Europeu de Seniores – Paços de Ferreira 98.
- 1998/99 - 2º Classificado na Taça Latina sub-22 (Pico - Açores).
- 1998/99 - 2º Classificado no Torneio de Montreaux – Suíça.
- 1998/99 - 3º Classificado no Campeonato do Mundo de Seniores Reus 99 (Espanha).
- 1998/99 - Homenageado com o Troféu Serpa – Jogador Revelação do Campeonato Nacional da 1ª Divisão.
- 1998/99 - Homenageado com a atribuição da Medalha de Mérito Desportivo (Ouro) pela Câmara Municipal de Sines.
- 1999/00 - 3º Classificado no Campeonato Nacional da 1ª Divisão.
- 1999/00 - Vencedor da Taça de Portugal.
- 1999/00 - 4º Classificado na Final-Four da Liga dos Campeões.
- 1999/00 - 2º Classificado na Taça Latina sub-23 Ponta Delgada (Açores).
- 1999/00 - 3º Classificado no Torneio RTP – Viana do Castelo.
- 2000/01 - Ingresso no Clube Infante de Sagres do Porto, a título de empréstimo.
- 2000/01 - 5º Classificado no Camp. Nacional da 1ª Divisão.
- 2000/01 - Vencedor da Taça das Nações sub-24 Lourinhã.
- 2000/01 - Vencedor do Torneio RTP - Paços de Ferreira.
- 2000/01 - 2º Classificado - Torneio de Montreaux - Suíça.
- 2001/02 - Regresso à Equipa Sénior do Sport Lisboa e Benfica.
- 2001/02 - Vencedor dos Jogos Mundiais - Akita (Japão).
- 2001/02 - 4º Classificado no Campeonato do Mundo San Juan 2001 (Argentina).
- 2001/02 - Vencedor da Supertaça António Livramento.
- 2001/02 - Presença na meia-final da Final-Four da Liga dos Campeões (Guimarães).
- 2001/02 - Vice-Campeão Nacional da 1ª Divisão.
- 2001/02 - Vencedor da Taça de Portugal.
- 2001/02 - Vice Campeão Europeu - Florença, Itália - 17 Golos.
- 2001/02 - Vencedor do Troféu de Melhor Marcador do Campeonato Europeu - Florença, Itália - 17 Golos.
- 2002/03 - Vencedor da Supertaça António Livramento.
- 2002/03 - Vencedor do Torneio RTP – Penafiel.
- 2002/03 - 2º Classificado no Torneio de Montreaux – Suíça.
- 2002/03 - 3º Classificado no Camp. Nacional da 1ª Divisão.
- 2003/04 - Transferência para o Reus Deportiu - Espanha.
- 2003/04 - Campeão do Mundo - Oliveira de Azeméis 2003.
- 2003/04 - Vencedor  da  Taça CERS.
- 2003/04 - 3º  Classificado  na  Liga  Espanhola.
- 2003/04 - 3º  Classificado  no  Campeonato da Europa - França 2004.
- 2004/05 - 2º Classificado na Liga Espanhola.
- 2005/06 - 3º Classificado no Campeonato do Mundo, São Francisco, E.U.A., 2005.
- 2005/06 - Transferência para o Bassano Hockey 54 - Itália.
- 2005/06 - 2º Classificado na Liga Italiana.
- 2006/07 - Campeão do Mundo de Clubes, Luanda, Angola, 2006;
- 2006/07 - Finalista da Taça de Itália;
- 2006/07 - 3º Classificado na Liga Italiana;
- 2006/07 - 2º Lugar - Final-Four da Liga dos Campeões;
- 2007/08 - Vencedor da SuperTaça de Itália.
- 2008/09 - Retorna ao Sport Lisboa e Benfica;
- 2008/09 - 1º  Lugar  Torneio  Internacional  José  Eduardo  dos  Santos  (Angola);
- 2008/09 - 1º  Lugar  Torneio  Internacional  de  Vigo  (Espanha);
- 2008/09 - 1º  Lugar Torneio de Ponta Delgada (Açores);
- 2008/09 - 1º  Lugar Torneio das Nações (Montreaux - Suíça);
- 2008/09 - 3º Lugar no Campeonato Nacional da 1ª Divisão;
- 2008/09 - 3º Lugar no Campeonato do Mundo (Vigo/Pontevedra - Espanha);
- 2009/10 - Vencedor da Taça de Portugal;
- 2009/10 - 5º Lugar no Campeonato Naciona da 1ª Divisão;
- 2009/10 - 2º Lugar no 8º Torneio Internacional José Eduardo dos Santos (Angola);
- 2009/10 - 3º Lugar no Torneio Internacional de Viana do Castelo;
- 2010/11 - Vencedor da Supertaça António Livramento;
- 2010/11 - Vencedor da Taça CERS (Vilanova - Espanha);
- 2010/11 - 2º Lugar no Campeonato Nacional da 1ª Divisão;
- 2011/12 - Transferência para a Física de Torres Vedras;
- 2011/12 - 5º Lugar no Campeonato Nacional da 1ª Divisão;
- 2012/13 - 7º Lugar no Campeonato Nacional da 1ª Divisão;
- 2015/16 - 9º Lugar no Campeonato Nacional da 1ª Divisão;
- 2016/17 - 10º Lugar no Campeonato Nacional da 1ª Divisão.

## Ligações Externas
Página Web Oficial

## Ligações Internas
Seleção Portuguesa de Hóquei em Patins